# Wolfgang Penz
Wolfgang-Heinz Penz, kurz Wolfgang Penz, (* 21. März 1950 in Chemnitz; † 21. August 1979 in Zeuthen) war ein deutscher Schauspieler und Hörspielsprecher in der DDR.

## Leben
Wolfgang Penz absolvierte von 1970 bis 1973 sein Schauspielstudium an der Schauspielschule Berlin-Schöneweide. Danach gehörte er einige Jahre lang zum Schauspielensemble des Fernsehens der DDR. Er wirkte in mehr als 30 Film-und-Fernsehproduktionen mit, darunter in mehreren DEFA-Filmen. Vielen Zuschauern ist er vor allem durch seine Rolle als Tierarzt Heinz Rascher in den Filmen Viechereien und Oh, diese Tante in Erinnerung geblieben. Penz war für den Rundfunk der DDR zeitweise auch als Hörspielsprecher tätig.  
Wolfgang Penz starb am 21. August 1979 im Alter von 29 Jahren bei einem Unfall in Zeuthen.

## Filmografie
- 1972: Florentiner 73
- 1975: Lisa
- 1975: Die unheilige Sophia
- 1975: Das Sommerhaus
- 1975: Die schwarze Mühle
- 1975: Ein verdammt wunderschöner Tag
- 1976: Blechschmieds Geburtstag
- 1976: Heute Ruhetag
- 1977: Das Lügentrio
- 1977: Die unverbesserliche Barbara
- 1977: Ein Schneemann für Afrika
- 1977: Pension Schöller
- 1977: Zu zweit (k)ein Problem
- 1977: Urlaub nach Prospekt
- 1977: Viechereien
- 1977: Dantons Tod (Studioaufzeichnung)
- 1978: Rentner haben niemals Zeit (Fernsehserie)
- 1978: Ich bin nicht meine Tante
- 1978: Gefährliche Fahndung (Fernsehserie)
- 1978: Marx und Engels – Stationen ihres Lebens
- 1978: Ein Hahn im Korb
- 1978: Oh, diese Tante
- 1979: Damenkrieg
- 1979: Ende vom Lied
- 1979: Büchner
- 1979: Abschied vom Frieden (TV-Mehrteiler)
- 1979: Für Mord kein Beweis
- 1979: Addio, piccola mia
- 1980: Glück und Glas
- 1980: Das Mädchen Störtebeker (Fernsehserie)
- 1980: Die Heimkehr des Joachim Ott

## Hörspiele
- 1976: Adolf Glaßbrenner: Antigone in Berlin (Schauspieler in der Antigone-Aufführung) – Regie: Werner Grunow (Hörspiel (Kunstkopf) – Rundfunk der DDR)
- 1977: Jan Eik: Ferien in Vitkevitz – Regie: Fritz Ernst Fechner (Hörspiel – Rundfunk der DDR)